# Твалчрелидзе, Георгий Александрович
Георгий Александрович Твалчрели́дзе (28 декабря 1914 (9 января 1915), Новочеркасск, Область Войска Донского, Российская империя — 1991, Тбилиси, Грузинская ССР, СССР) — советский учёный-геолог, доктор геолого-минералогических наук, профессор. Академик Академии наук Грузинской ССР (с 1979). Директор Геологического института Академии наук Грузинской ССР (с 1981).

## Биография
Родился 28 декабря 1914 (9 января 1915 года) в Новочеркасске в семье Александра Антоновича Твалчрелидзе. Его предками являлись рачинские крестьяне-долгожители.
Первое участие в геологической экспедиции принял в тринадцатилетнем возрасте вместо со своим отцом.
В 1932 году поступил на геологический факультет Грузинского политехнического института, который окончил с отличием в 1936 году. (По другим сведениям, окончил это учебное заведение в 1938 году, когда оно уже носило название Закавказский горно-металлургический институт). По окончании учебного заведения ему было присвоено звание горный инженер-геолог.
Будучи ещё студентом первого курса, участвовал в организованной ИГЕМ и проведённой под руководством Д. С. Белянкина и В. П. Петрова геологической экспедиции в высокогорья Абхазии. Участвовал в проведённой под руководством П. Д. Гамкрелидзе геологической съёмке Сванетии, а также в геологической экспедиции, занимавшейся в Горной Раче поиском редких металлов под руководством Г. И. Тогонидзе.
Участвовал в Великой Отечественной войне. Был тяжело ранен. До 1946 года участвовал в поисково-съёмочных работах в горных районах Грузинской ССР. По другим сведениям, в 1938—1945 (или в 1938—1946) годах осуществлял руководство разведкой месторождений кобальта, молибдена и вольфрама в Закавказских районах. В указанный период Твалчрелидзе открыл два новых месторождения.
В 1946—1980 годах работал в Кавказском институте минерального сырья (по другим сведениям — до 1981 года). Начинал работать коллектором, по состоянию на 1975 год являлся заместителем директора этого института.
Начиная с 1956 года, являлся участником и докладчиком на всех сессиях Международного геологического комитета. Являлся докладчиком и участником международных и всесоюзных совещаний по проблемам металлогении и рудообразования.
В 1965 году стал членом Международной комиссии металлогенной карты мира.
Начиная с 1967 года, являлся постоянным автором журнала «Геология рудных месторождений».
Принимал участие в многочисленных научных поездках по Советскому Союзу, Австрии, Алжиру, Великобритании, Венгерской Народной Республике, Германской Демократической Республике, Индии, Ирану, Канаде, Мексике, Народной Республике Болгария, Польской Народной Республике, Социалистической Федеративной Республике Югославии, Чехословацкой Социалистической Республике и другим странам.
В 1967 году был избран членом-корреспондентом Академии наук Грузинской ССР, по состоянию на 1975 год являлся членом ряда её межведомственных комиссий и советов, в 1979 году стал её академиком (28 декабря 1979 года на общем собрании Академии был избран её действительным членом).
В 1975 году стал членом Проблемной комиссии по международному сотрудничеству Академий наук социалистических стран.
В 1981—1992 годах работал директором геологического института Академии наук Грузинской ССР.
Являлся членом Международной ассоциации по генезису рудных месторождений. Был избран её президентом. В этой должности провёл сессию ассоциации в Тбилиси (1982). По состоянию на 1985 год являлся вице-президентом этой организации.
Умер в 1991 году в Тбилиси. По другим сведениям, умер в 1992 году.

## Семья
- Отец — Александр Антонович Твалчрелидзе (1881—1957). Доктор геолого-минералогических наук, профессор. Один из первых академиков Академии наук Грузинской ССР. Основатель Кавказского института минерального сырья, носящего ныне его имя.
  - Дед — Антон Иванович Твалчрелидзе. Инспектор учебных заведений Северокавказской губернии. Проректор Тбилисского университета.
    - Прадед — Иванэ Твалчрелидзе. Священник в Раче.

  - Бабушка — Прасковья Астахова. Дочь адъютанта русского царя, получившая в наследство земли, на которых впоследствии была обнаружена нефть.
    - Дядя — Евгений Иванович Астахов. Собственник доставшихся в наследство месторождений нефти.
      - Потомки Евгения Астахова стали геологами и вернули себе фамилию Твалчрелидзе.
- Мать. Шведско-датского происхождения.
- Сестра — Татьяна Александровна Твалчрелидзе. Геолог-минералог.
  - Муж сестры — Ираклий Каландаришвили. Геолог.
  - Племянница — Марина Ираклиевна Каландаришвили. Геолог.
- Супруга. Происходила из армянского рода Абамелеков.
  - Сын — Александр Георгиевич Твалчрелидзе (род. 1949). Доктор геолого-минералогических наук. Специалист в области генезиса рудных месторождений. Президент ассоциации «Ресурсы и устойчивое развитие Грузии».
    - Жена сына — Ирина Гогоберидзе. Специалист по французской культуре.
    - Внучка — Ната Александровна Твалчрелидзе. Филолог.

  - Дочь — Елена Александровна Твалчрелидзе. Художник.
  - Дочь — Тата Александровна Твалчрелидзе. Киновед. Рано умерла.

## Научный вклад
Занимался геологическими исследованиями на Кавказе, Украине, Урале, в Сибири, изучением рудных месторождений за пределами СССР (в Индии, Канаде, Мексике и других странах), изучением особенностей металлогении Средиземноморского геосинклинального пояса. Стоял у истоков металлогении.
Активно участвовал в геологических форумах регионального, общенационального и международного масштабов, делал на них ведущие доклады.
Первую свою научную работу опубликовал в 1940 году. А всего являлся автором свыше 300 печатных публикаций, два десятка из которых — монографии, автором металлогенической карты Кавказа масштаба 1:1000000.
Его основные научные труды посвящены проблемам металлогении, как теоретической, так и региональной. Ряд его работ описывает глобальную металлогению, колчеданные месторождения мира, металлогению вулканических поясов.
Свыше 30 учёных защитили кандидатские и докторские диссертации под его руководством.

## Публикации
- Геологический сборник; № 1: Посвящается 1500-летию г. Тбилиси / СССР, Министерство геологии и охраны недр, Кавказский институт минерального сырья ; под ред. Г. А. Твалчрелидзе. — М. : Госгеолтехиздат, 1959. — 140 с. : ил. + 1 л. вкл.
- Твалчрелидзе Г. А. Эндогенная металлогения Грузии / Г. А. Твалчрелидзе. — М. : Госгеолтехиздат, 1961. — 344 с. : ил. + 3 л. карт.[1]
- Твалчрелидзе Г. А. Опыт систематики эндогенных месторождений складчатых областей (на металлогенической основе) / Г. А. Твалчрелидзе. — М., 1966. — 176 с. : ил.
- Твалчрелидзе Г. А. Рудные провинции мира (Средиземноморский пояс). — М. : Недра, 1972. — 344 с.[1]
- Проблемы эндогенного рудообразования и металлогении / Дзоценидзе Г. С., Твалчрелидзе Г. А., Белевцев Я. Н. и др.; ответственный редактор В. И. Смирнов. — Новосибирск : Наука. Сибирское отделение, 1976. — 268 с.
- Твалчрелидзе Г. А. Металлогенические особенности главных типов вулканических поясов / Твалчрелидзе Георгий Александрович. — М. : Недра, 1977. — 110 с.
- Металлогеническая карта Кавказа в масштабе 1:1000000[1].
  - Рудные формации Кавказа : (объяснительная записка к карте м-ба 1: 1000000 и отчет по теме 10.3 проблем 10 СЭВ Характеристика типичных месторождений Карпато-Балканской и Кавказской зон) / гл. ред. Г. А. Твалчрелидзе. — М. : [Б. и.], 1978. — 218 с. : ил.
- Твалчрелидзе Г. А. Рудные месторождения / Академия наук СССР (АН СССР), Всесоюзный институт научной и технической информации (ВИНИТИ). — М. : ВИНИТИ, 1965—1991. — Т. 9 : Мобилизм или классическая геотектоника (прикладное значение в металлогении) / Г. А. Твалчрелидзе; под ред. В. И. Смирнова. — 1979. — 114 с. — ISSN 0202-7380.
- Магматизм и металлогения Карпато- Балканской и Кавказской складчатых областей / Академия наук СССР (АН СССР), Геологический институт (ГИН) ; под ред. Г. А. Твалчрелидзе. — М. : Наука, 1984. — 118 с. : ил.
- Твалчрелидзе Г. А. Металлогения земной коры / Г. А. Твалчрелидзе. — М. : Недра, 1985. — 161 с. : ил.
- Южно-Черноморский вулканический пояс и его металлогения / Академия наук СССР (АН СССР) ; Московское общество испытателей природы (МОИП) ; под ред. Г. А. Твалчрелидзе, А. Е. Михайлова. — М. : Наука, 1985. — 96 с. : ил.
- Вулканизм и формирование полезных ископаемых в подвижных областях Земли : материалы V Всесоюзного вулканологического совещания, Тбилиси, октябрь 1980 г.: I симпозиум / Академия наук Грузинской ССР, Геологический институт им. А. И. Джанелидзе ; Тбилисский государственный университет им. Иванэ Джавахишвили ; Академия наук СССР (АН СССР), Дальневосточный научный центр (ДНЦ), Институт вулканологии (ИВ) ; под ред. Г. А. Твалчрелидзе. — Тбилиси : Мецниереба, 1987. — 170,[1] с. : ил.
- Геология и полезные ископаемые Кавказа : сборник статей / Академия наук Грузинской ССР, Геологический институт им. А. И. Джанелидзе ; под ред. Г. А. Твалчрелидзе. — Тбилиси : Мецниереба, 1989. — 456 с. : ил. — (Труды геологического института им. А. И. Джанелидзе; Вып. 99). — Юбилейный сборник, посвященный 60-летию Геологического института. — ISBN 5-520-00273-8.

## Оценка научного вклада
Заслуженный авторитет вдумчивого исследователя Георгий Твалчрелидзе приобрёл благодаря получившим широкую популярность среди геологов содержательным трудам, в которых были отражены результаты наблюдений в ходе научных поездок по разным странам. Твалчрелидзе удачно сочетал анализ мировой геологической литературы с результатами собственных полевых исследований.
Книга «Эндогенная металлогения Грузии» была настольной книгой для геологов-рудников Кавказа. Геологами Средиземноморских стран неизменно цитировались научные работы Твалчрелидзе про металлогению Средиземноморского геосинклинального пояса. Высокую оценку международной геологической общественности получил труд «Металлогения земной коры».
Профессор Г. И. Тогонидзе отнёс к заслугам Георгия Твалчрелидзе в области металлогении оценку идеи мобилизма, позволившую ему, используя достижения в области геологии континентальных рифтов и океанов, выделить в развитии земной коры два главнейших типа и показать связанные с эволюцией глубинных оболочек последней специфические особенности оруденения, магматизма и структурных форм этих двух типов. Тогонидзе отметил вклад Георгия Твалчрелидзе в поиск решения перспективной задачи по переходу от общей и прикладной металлогении к конкретной и практической, позволившей бы выявлять конкретные места для поисково-разведочных работ.

## Оценка личности
Профессор Г. И. Тогонидзе объяснял высокую популярность Георгия Твалчрелидзе, и как человека, и как учёного, наличием высоких человеческих качеств: удивительной памяти и на простые житейские и на серьёзные вещи, привлекательного чувства юмора, доброжелательности и общительности. Тогонидзе отмечал крепкое здоровье, неиссякаемые трудолюбие и энергию Твалчрелидзе, и в 70-летнем возрасте сохранившего и юношеский оптимизм и увлечённость как жизнью, так и работой.
Георгий Твалчрелидзе, бывший любимцем академика В. И. Смирнова, умел располагать к себе людей самых разных званий и должностей. В сформировавшейся вокруг Смирнова группе геологов-рудников и металлогенистов, а также среди кавказских геологов, Твалчрелидзе имел прозвище «Додик».

## Звания, членства, награды
- Заслуженный деятель науки Грузинской ССР[3].
- Доктор геолого-минералогических наук[5].
- Профессор[5].
- 1979 — академик Академии наук Грузинской ССР[1][5].
- Почётный член ряда международных научно-геологических обществ[5].
  - Почётный член Геологического общества Болгарии[4].
- Орден Трудового Красного Знамени[3]
- Орден «Знак Почёта»[3]
- Награждён несколькими медалями СССР, почётными грамотами Верховного Совета Грузинской ССР и Министерства геологии СССР[3].